# Быково (Удомельский район)
Быково — деревня в Удомельском городском округе Тверской области.

## География
Деревня находится в северной части Тверской области на расстоянии приблизительно 15 км на юг-юго-восток по прямой от железнодорожного вокзала города Удомля.

## История
Известна была с 1545 года как деревня с 2 дворами. В 1859 году — владение помещика Лупандина. В советское время работали колхозы «Коммунар», «Победа», «Путь к коммунизму» и «Мир». Дворов (хозяйств) было 9 (1859), 13 (1886), 14 (1911), 7(1958), 10 (1986), 7 (2000). С 2005 по 2014 год входила в состав Таракинского сельского поселения, с 2014 по 2015 год в составе Удомельского сельского поселения до упразднения последнего. С 2015 года в составе Удомельского городского округа.

## Население
Численность населения: 66 человек (1859 год), 54 (1886), 84 (1911), 20(1958), 14 (1986), 17 (русские 100 %) в 2002 году, 6 в 2010.